# Der Engel des Herrn

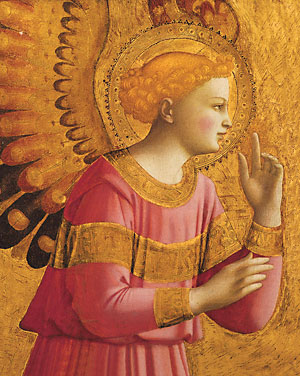
Verkündigungsengel von Fra Angelico

Der Engel des Herrn, auch nach seinem lateinischen Beginn der Angelus genannt, ist ein christliches Gebet. Es ist benannt nach seinen ersten Worten, die dem Lukasevangelium entstammen: lateinisch Angelus Domini nuntiavit Mariæ … ‚Der Engel des Herrn brachte Maria die Botschaft …‘, Lk 1,28–35 .
Das Gebet beinhaltet die meditative Betrachtung der Menschwerdung Gottes, der die Verkündigung des Erzengels Gabriel an Maria vorangeht. Auf jedes der drei Betrachtungsworte aus dem Lukas- und Johannesevangelium folgt ein Ave Maria. Die abschließende Oration beendet den Angelus, es kann aber noch die dreimalige Doxologie Ehre sei dem Vater und das Totengedenken angeschlossen werden.
In der römisch-katholischen Kirche besteht der Brauch, das Gebet morgens, mittags und/oder abends in Gemeinschaft oder allein zu beten. Als Gebetseinladung erfolgt in der Regel das Angelusläuten. Papst Benedikt XIV. veranlasste 1742, dass in der Osterzeit anstelle des Engel des Herrn das Regina caeli gebetet wird.
Der Papst betet den Angelus (oder entsprechend das Regina caeli) öffentlich jeden Sonntag und an Hochfesten um 12 Uhr vom Fenster der päpstlichen Wohnung im Apostolischen Palast (oder von Castel Gandolfo) aus und erteilt anschließend den Apostolischen Segen. Dies wird vom Centro Televisivo Vaticano nicht nur über Satellit, sondern auch auf Großbildschirmen auf dem Petersplatz übertragen.

## Geschichte

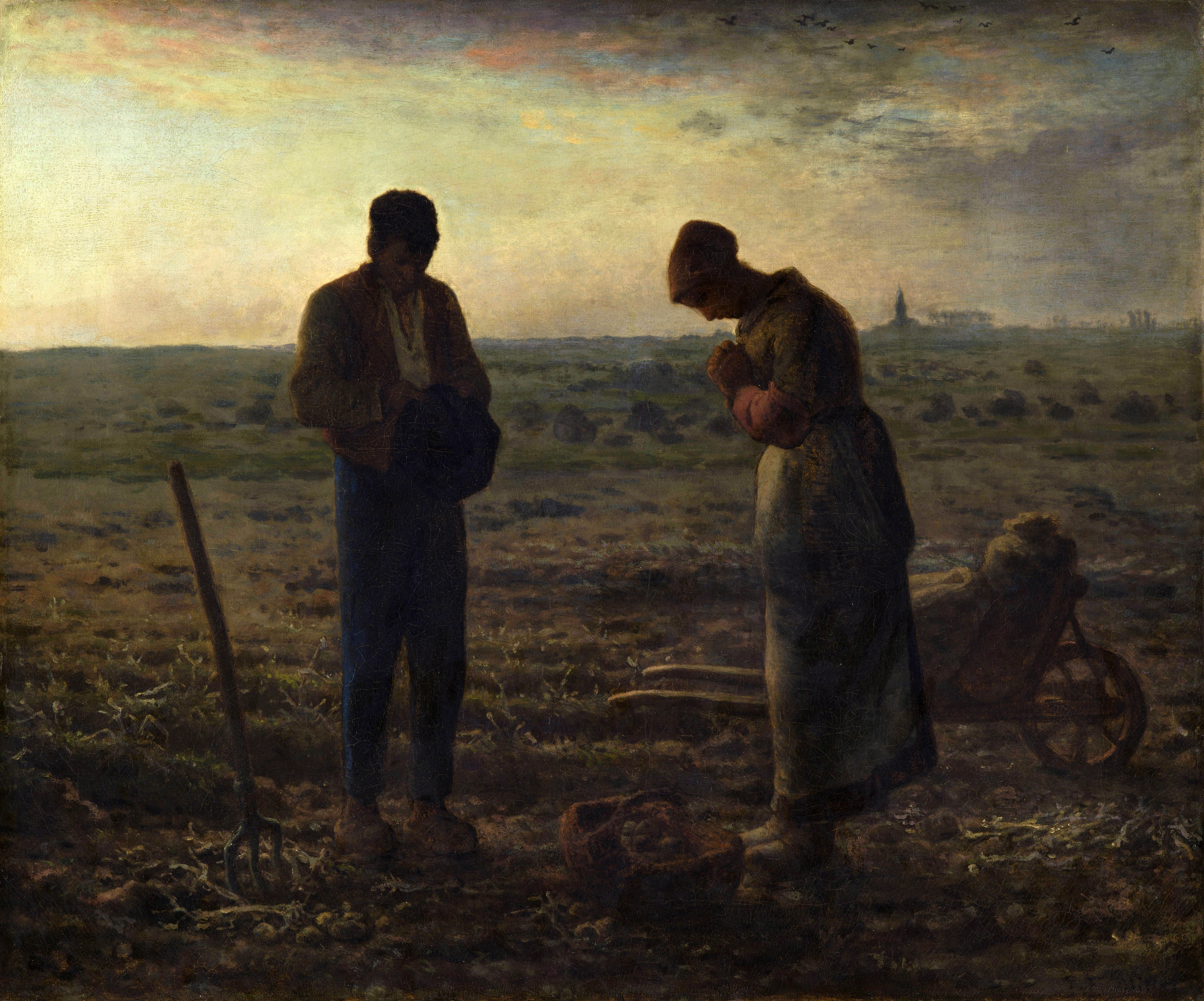
Das Angelusgebet (1857–1859) von Jean-François Millet.

Die heute übliche Form des Angelus hat sich schrittweise entwickelt. Der Impuls zur Einführung des abendlichen Läutens kam aus dem Franziskanerorden, als das Generalkapitel des Ordens in Pisa im Jahre 1263 unter Leitung des heiligen Bonaventura empfahl, die Gläubigen anzuleiten, beim abendlichen Läuten zur Komplet die Gottesmutter zu grüßen und der Menschwerdung Gottes zu gedenken, da Maria am Abend die Botschaft des Erzengels Gabriel gehört und Jesus empfangen habe. Im 14. Jahrhundert kam das Läuten am Morgen in Gebrauch, das ursprünglich ein Gebet um das öffentliche Wohl und den Frieden begleitete. Es wurde dann 1423 durch die Partikularkonzile in Köln und Mainz umgedeutet als „Erinnerung an die Schmerzen Marias bei der Passion Christi“.
Das Mittagsläuten entstand noch einmal fast ein Jahrhundert später: 1456 ordnete Papst Calixt III. an, zu Mittag zum Gebet für einen Sieg der ungarisch-serbischen Truppen in Belgrad gegen die belagernden Türken zu läuten. Dies wurde nach dem Sieg der christlichen Truppen am 22. Juli 1456 beibehalten. Es verschmolz mit dem anders motivierten Morgen- und Abendläuten, seit unter dem Einfluss der Jesuiten im 17. Jahrhundert die Deutung bestimmend wurde, dass das Morgenläuten an die Auferstehung Jesu Christi erinnere, das Mittagsläuten an sein Leiden am Kreuz und das Abendläuten an die Menschwerdung Christi.
Es wurde nun üblich, morgens die marianische Antiphon Regina caeli, mittags das Responsorium Tenebrae factae sunt, dum crucifixissent Jesum Judaei und abends dreimal das  Ave Maria zu beten, wofür bereits Papst Johannes XXII. einen Ablass gewährt hatte. Das Angelusgebet in seiner heutigen Form wurde 1571 von Papst Pius V. approbiert, die abschließende Oration, die das gesamte Erlösungsgeschehen von Menschwerdung, Tod und Auferstehung Jesu Christi zu Ausdruck bringt, kam später hinzu.
Für Ordensleute, die nicht das lateinische Chorgebet mitbeten konnten, hatte es neben anderen Gebeten die Funktion eines regelmäßigen Stundengebets.

## Text
| Deutsch | Latein |  |
| --- | --- |  |
| Der Engel des Herrn brachte Maria die Botschaft, und sie empfing vom Heiligen Geist. (Vgl. Lk 1,28–35 ) Gegrüßet seist du, Maria, voll der Gnade, der Herr ist mit dir. Du bist gebenedeit unter den Frauen, und gebenedeit ist die Frucht deines Leibes, Jesus. Heilige Maria, Mutter Gottes, bitte für uns Sünder jetzt und in der Stunde unseres Todes. Amen. Maria sprach: Siehe, ich bin die Magd des Herrn; mir geschehe nach deinem Wort. (Lk 1,38 ) Gegrüßet seist du, Maria … Und das Wort ist Fleisch geworden und hat unter uns gewohnt. (Joh 1,14 ) Gegrüßet seist du, Maria … Bitte für uns, heilige Gottesmutter (-gebärerin), (auf) dass wir würdig werden der Verheißungen Christi. Lasset uns beten! Allmächtiger Gott, gieße deine Gnade in unsere Herzen ein. Durch die Botschaft des Engels haben wir die Menschwerdung Christi, deines Sohnes, erkannt. Führe uns durch sein Leiden und Kreuz zur Herrlichkeit der Auferstehung. Darum bitten wir durch Christus, unseren Herrn. Amen. | Angelus Domini nuntiavit Mariae et concepit de Spiritu Sancto. Ave, Maria, gratia plena, Dominus tecum; benedicta tu in mulieribus, et benedictus fructus ventris tui, Iesus. Sancta Maria, Mater Dei, ora pro nobis peccatoribus, nunc et in hora mortis nostrae. Amen. Ecce ancilla Domini. Fiat mihi secundum verbum tuum. Ave, Maria … Et verbum caro factum est. Et habitavit in nobis. Ave, Maria … Ora pro nobis, Sancta Dei Genitrix, ut digni efficiamur promissionibus Christi. Oremus! Gratiam tuam, quaesumus, Domine, mentibus nostris infunde; ut, qui Angelo nuntiante Christi, Filii tui, incarnationem cognovimus, per passionem Eius et crucem ad resurrectionis gloriam perducamur. Per eundem Christum, Dominum nostrum. Amen. |  |